# Nectriella laminariae
Nectriella laminariae är en svampart som beskrevs av O.E. Erikss. 1964. Nectriella laminariae ingår i släktet Nectriella och familjen Bionectriaceae.   Inga underarter finns listade i Catalogue of Life.